# Histiotus laephotis
Histiotus laephotis (Thomas, 1916) è un pipistrello della famiglia dei Vespertilionidi diffuso in America meridionale.

## Descrizione

### Dimensioni
Pipistrello di piccole dimensioni, con la lunghezza totale tra 100 e 127 mm, la lunghezza dell'avambraccio tra 45 e 49 mm, la lunghezza della coda tra 45 e 59,2 mm, la lunghezza del piede tra 7 e 12 mm, la lunghezza delle orecchie tra 27 e 39 mm e un peso fino a 14 g.

### Aspetto
La pelliccia è liscia, densa e soffice. Le parti dorsali sono marroni scure, mentre le parti ventrali sono giallastre, con la base dei peli marrone. Il muso è largo, con due masse ghiandolari sui lati e con il labbro superiore ricoperto di piccole setole rivolte verso il basso. Le orecchie sono grigio chiare, grandi e connesse alla base da una membrana alta 3 mm. Il trago è lungo circa la metà del padiglione auricolare, largo, triangolare e con l'estremità arrotondata, mentre l'antitrago è piccolo e rotondo. Le membrane alari sono grigio chiaro e semi-trasparenti. La coda è lunga ed completamente inclusa nell'esteso uropatagio. Il calcar è lungo e sottile.

### Ecolocalizzazione
Emette ultrasuoni a basso ciclo di lavoro sotto forma di impulsi di breve durata a frequenza modulata iniziale di 38,2±2,6 kHz, finale di 26,3±1,8 kHz e massima energia a 30,4±3,7 kHz.

## Biologia

### Comportamento
Si rifugia all'interno di grotte e sotto i tetti di fabbricati.

### Alimentazione
Si nutre di insetti.

### Riproduzione
Femmine che allattavano sono state catturate in Argentina nel mese di novembre.

## Distribuzione e habitat
Questa specie è diffusa nell'Argentina e Cile settentrionali, Paraguay occidentale e Bolivia centrale e meridionale.
Vive nelle foreste, incluse quelle spinose tra 350 e 2.830 metri di altitudine.

## Conservazione
La IUCN Red List, considerato che è altamente dipendente da un tipo di habitat in significativo declino a causa del popolamento umano e della conversione forestale, classifica H.laephotis come specie prossima alla minaccia di estinzione (Near Threatened).